# Nagroda Brama Stokera w 1990

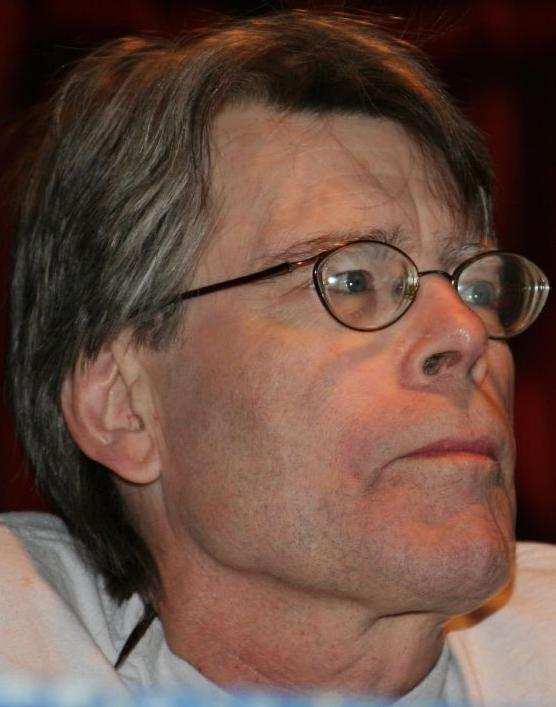
Stephen King - zwycięzca w kategorii Zbiór opowiadań za Czwarta po północy

Zwycięzcy i nominowani do Nagrody Brama Stokera za rok 1990.

## Kategorie
- Powieść (Novel) – utwór składający się z 40 000 lub więcej słów pisany prozą
- Debiut powieściowy (First Novel) – utwór składający się z 40 000 lub więcej słów pisany prozą napisany przez autora, który nigdy wcześniej nie publikował utworu w gatunkach horror, dark fantasy lub okultyzmu
- Długie opowiadanie (Long Fiction) – utwór składający się co najmniej z 7 500 słów, ale nie więcej niż 39 999 słów pisany prozą
- Krótkie opowiadanie (Short Fiction) – utwór składający się z nie więcej niż 7 499 słów pisany prozą
- Zbiór opowiadań (Fiction Collection) – zbiór co najmniej trzech oddzielnych utworów napisanych przez jednego autora i oferowanych na sprzedaż lub dystrybuowane w jednym pakiecie w formie książki, książki audio, książki elektronicznej lub innej formie. Łączna długość utworów musi wynosić co najmniej 40 000 słów.
- Utwór non-fiction (Nonfiction) – utwór składający się z 40 000 słów. Może być w formie np: krytyki, biografii, autobiografii, analizy naukowej, odniesień, komentarzy, opinii z zakresu szeroko pojętego horroru, dark fantasy lub okultyzmu.

## Legenda
| zwycięzca |
| nominacja |

## Powieść (Novel)
| Imię i nazwisko    | Tytuł oryginalny | Tytuł polski       |
| ------------------ | ---------------- | ------------------ |
| Robert R. McCammon | Mine             |                    |
| Joe R. Lansdale    | Savage Season    | Sezon na szaleńców |
| Richard Laymon     | Funland          |                    |
| Chet Williamson    | Reign            |                    |

## Debiut powieściowy (First Novel)
| Imię i nazwisko     | Tytuł oryginalny      | Tytuł polski |
| ------------------- | --------------------- | ------------ |
| Bentley Little      | The Revelation        |              |
| T. Chris Martindale | Nightblood            |              |
| Tom Piccirilli      | Dark Father           |              |
| Alan Rodgers        | Blood of the Children |              |

## Długie opowiadanie (Long Fiction)
| Imię i nazwisko  | Tytuł oryginalny          | Tytuł polski |
| ---------------- | ------------------------- | ------------ |
| Elizabeth Massie | Stephen                   |              |
| Michael Blumlein | Bestseller                |              |
| Stephen King     | The Langoliers            | Langoliery   |
| Dan Simmons      | Entropy's Bed at Midnight |              |
| F. Paul Wilson   | Pelts                     |              |

## Krótkie opowiadanie (Short Fiction)
| Imię i nazwisko    | Tytuł oryginalny                 | Tytuł polski |
| ------------------ | -------------------------------- | ------------ |
| David B. Silva     | The Calling                      |              |
| Edward Bryant      | The Loneliest Number             |              |
| Steve Rasnic Tem   | Back Windows                     |              |
| Karl Edward Wagner | But You'll Never Follow Me       |              |
| Chet Williamson    | From the Papers of Helmut Hecher |              |

## Zbiór opowiadań (Fiction Collection)
| Imię i nazwisko  | Tytuł oryginalny         | Tytuł polski       |
| ---------------- | ------------------------ | ------------------ |
| Stephen King     | Four Past Midnight       | Czwarta po północy |
| Michael Blumlein | The Brains of Rats       |                    |
| Dan Simmons      | Prayers to Broken Stones |                    |
| Peter Straub     | Houses Without Doors     |                    |

## Utwór non-fiction (Nonfiction)
| Imię i nazwisko | Tytuł oryginalny                    | Tytuł polski |
| --------------- | ----------------------------------- | ------------ |
| Stanley Wiater  | Dark Dreamers                       |              |
| Neil Barron     | Horror Literature: A Reader's Guide |              |
| Joe Bob Briggs  | Joe Bob Goes Back to the Drive-In   |              |
| S.T. Joshi      | The Weird Tale                      |              |
| David J. Skal   | Hollywood Gothic                    |              |

## Nagroda za całokształt twórczości (Lifetime Achievement)
- Hugh B. Cave(inne języki)
- Richard Matheson